# B.Kodihalli, Gubbi
B.Kodihalli là một làng thuộc tehsil Gubbi, huyện Tumkur, bang Karnataka, Ấn Độ.